# Arnaldo I de Bigorre
Arnaldo I de Bigorre (950 -?) foi conde de Bigorre e conde de Astarac.

## Relações familiares
Foi filho de Raimundo I Dato de Bigorre (929 - 956) conde de Bigorre e de Faquilena de Astarac (? - 960) filha de Arnaldo de Astarac.
casou com uma senhora cujo nome a história não registas de quem teve:
1. Garcia Arnaldo de Bigorre (972 - 1025) casado com Ricarda, filha de Guilherme de Astarac, conde de Astarac.